# Passage Maurel
Le passage Maurel est une voie privée[réf. souhaitée] située dans le quartier du Jardin-des-Plantes dans le 5e arrondissement de Paris.

## Situation et accès
Le passage Maurel est accessible par les lignes 5 et 10 à la station Gare d'Austerlitz.

## Origine du nom
Ce passage en « T » doit son nom à l'ancien propriétaire du lieu.

## Bâtiments remarquables et lieux de mémoire
- Le passage commence sur le boulevard de l'Hôpital et débouche sur la rue Buffon à l'arrière de la galerie de Paléontologie du Muséum national d'histoire naturelle et le Jardin des plantes.
- La gare d'Austerlitz de l'autre côté du boulevard de l'Hôpital.

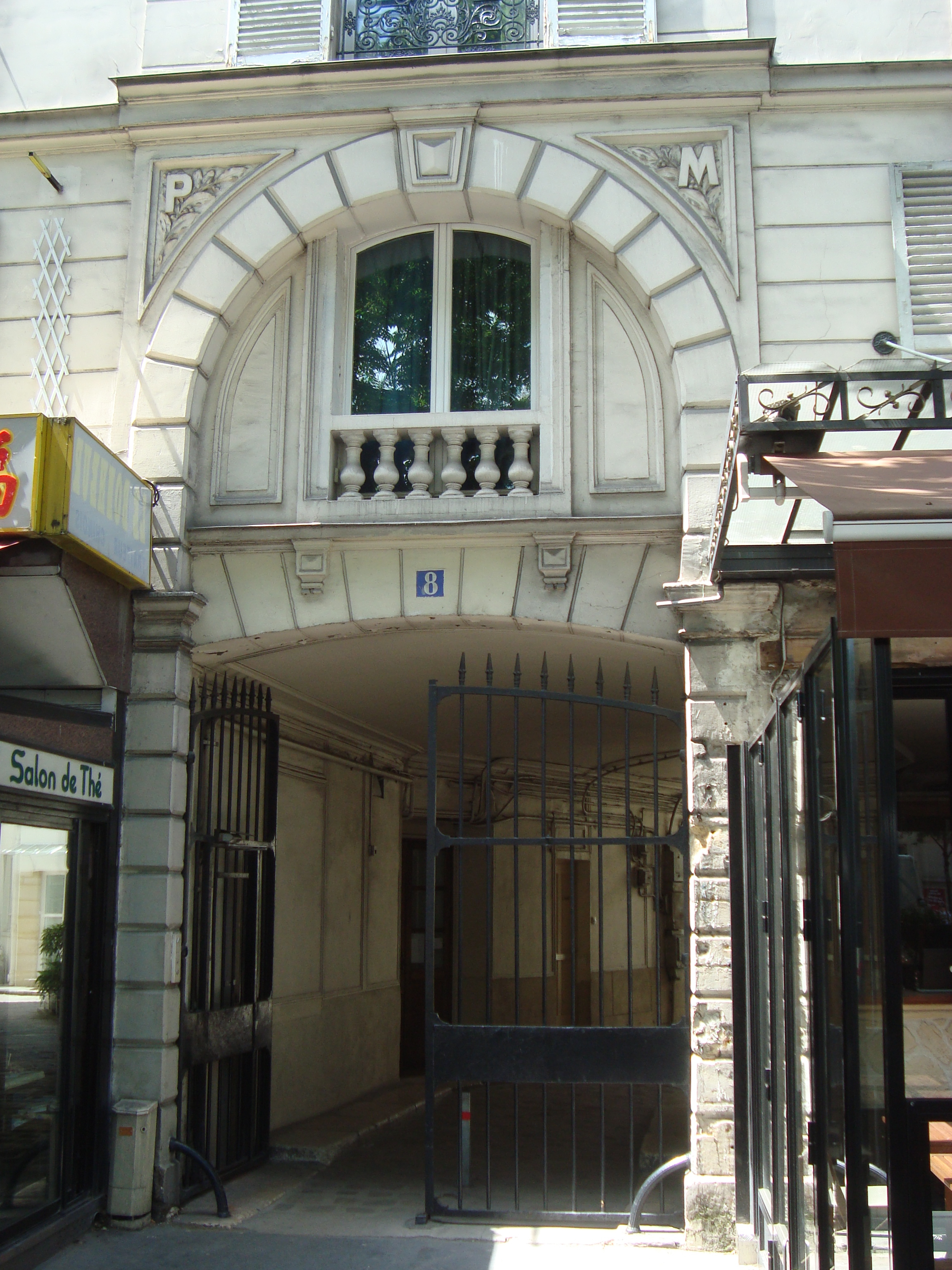
Entrée du passage au no 8 du boulevard de l'Hôpital.
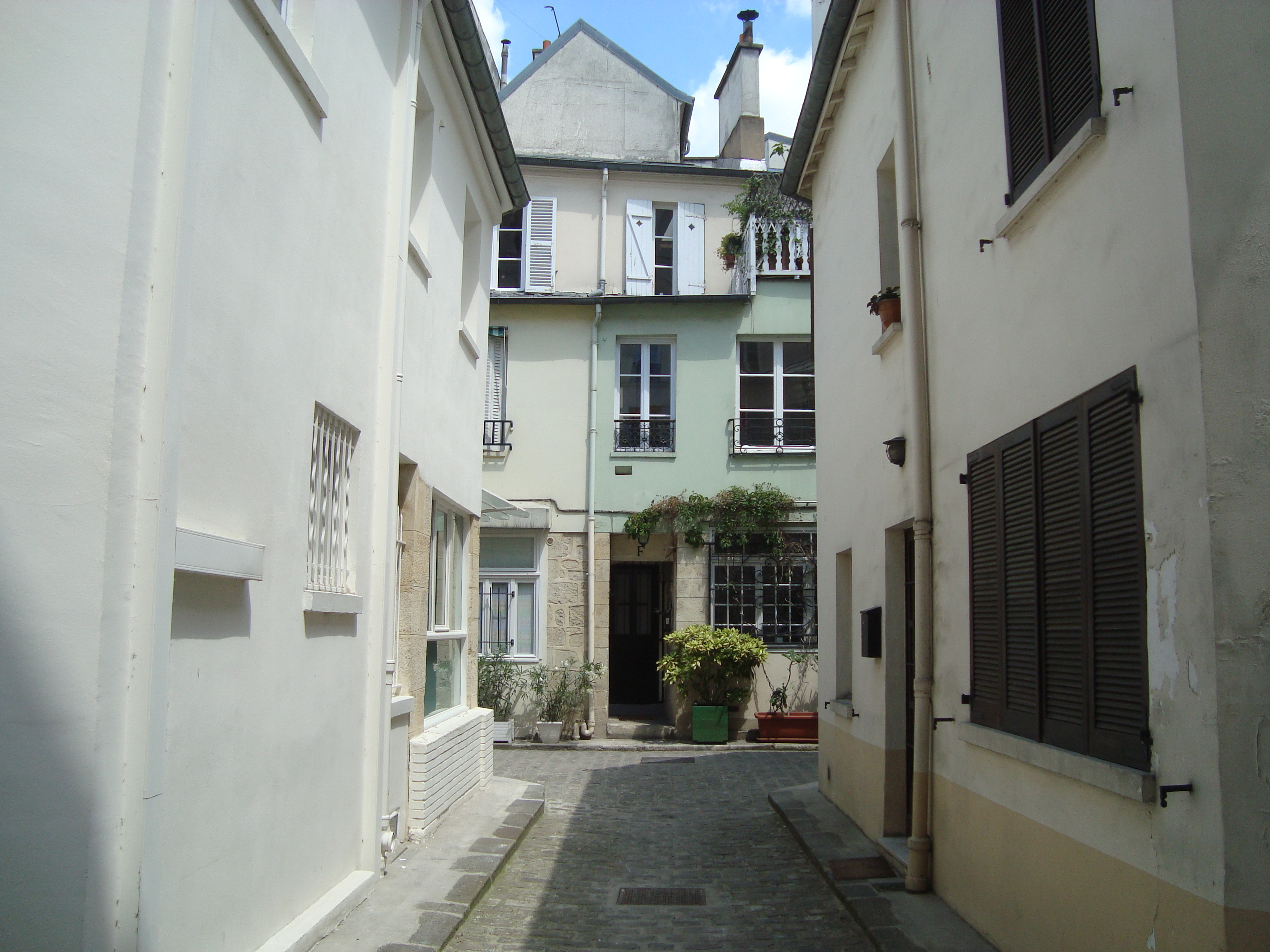
Vue de la barre du « T » du passage.